# Coniopteryx kisi
Coniopteryx kisi är en insektsart som beskrevs av György Sziráki 1994. Coniopteryx kisi ingår i släktet Coniopteryx och familjen vaxsländor. Inga underarter finns listade i Catalogue of Life.